# 北畠典生
北畠 典生（きたばたけ てんせい、1928年 - 2024年12月25日）は、日本の仏教学者。龍谷大学名誉教授、元学長。岐阜聖徳学園大学名誉教授、元学長。文学博士。浄土真宗本願寺派勧学・善行寺住職(天童市)。北海道留萌市生まれ。

## 略歴
- 1928年、北海道留萌市永福寺生まれ。
- 1955年 龍谷大学 研究科仏教学専攻卒業（旧制）。
- 1955年 龍谷大学助手、講師・助教授を経て
- 1970年 龍谷大学教授。学生部長・短大部長・一般教育部長・宗教部長を歴任し
- 1989年 龍谷大学文学部部長（1993年まで）。
- 1995年 龍谷大学学長（1999年まで）。
- 1999年 岐阜聖徳学園大学学長（2005年まで）。
- 2001年 浄土真宗本願寺派 監正局長（2005年まで）。
- 2012年 浄土真宗本願寺派本願寺執行長。
- 2024年 死去。96歳没[1]。

東京仏教学院・中央仏教学院・天理大学・京都女子大学・大谷大学大学院の非常勤講師。バァークレーIBS（米国仏教大学院）・韓国東国大学校仏教大学院の客員教授を歴任。
山内慶華財団理事長、仏教学術振興会理事、真宗保育学会理事長、仏教教育学会理事を歴任。

## 著書
- 豊かに生きる-21世紀へのメッセージ (自照社出版 2005)
- 日本佛教文化論叢 上巻-北畠典生博士古稀記念論文集 (永田文昌堂 1998)
- 日本佛教文化論叢 下巻-北畠典生博士古稀記念論文集 (永田文昌堂 1998)
- 日本中世の唯識思想 龍谷大学仏教文化研究叢書 (永田文昌堂 1997)
- 大正新脩大蔵経索引第36巻下 (大蔵出版 1990) 大蔵経学術用語研究会編
- 『観念発心肝要集』の研究 (永田文昌堂 1994)
- 日本中世における唯識思想の研究 （文部省平成6～8年度科学研究費補助金研究成果報告書 1997）
- 往生要集綱要 (永田文昌堂 1992)
- 仏教の基礎入門 (永田文昌堂 1990)
- 日本の仏教と文化-北畠典生教授還暦記念 (永田文昌堂 1990)
- 華厳法界義鏡講義(上巻) (永田文昌堂 1990)
- 『信願上人小章集』の研究 (永田文昌堂 1987)
- 仏教要説 (本願寺出版 1984) 中央仏教学院編
- 仏教 (中央仏教学院通信教育部1977)

### 論文
- CiNii>北畠典生
- INBUDS>北畠典生